# K. C. Nicolaou
Kyriacos Costa Nicolaou (græsk: Κυριάκος Κ. Νικολάου) er en cypriotisk-amerikansk kemiker, der er kendt for sin forskning i totalsyntese af naturprodukter. Han er ansat som Harry C. and Olga K. Wiess Professor of Chemistry på Rice University, og han har tidligere arbejdet på både The Scripps Research Institute/UC San Diego and the University of Pennsylvania.

## Totalsynteser
- Endiandric syre A–D (1982)
- Amphoteronolide B and Amphotericin B (1987)
- Calicheamicin γ1 (1992)
- Rapamycin (1993)
- Taxol (1994)
- ZaragozicsyreA (1994)
- Brevetoxin B (1995)
- Vancomycin (1998)
- Uncialamycin (2008)
- Sporolid B (2009)
- Viridicatumtoxin B (2013)
- Shishijimicin A (2015)
- Thailanstatin A (2016)
- Gukulenin B (2022)

## Priser
- 2021 Robert Koch Gold Medal (Tyskland)
- 2016 Wolf Prize in Chemistry (Israel)
- 2011 Benjamin Franklin Medal in Chemistry (Franklin Institute USA)
- 2005 Arthur C. Cope Award (USA)[2]
- 2003 Nobel Laureate Signature Award in Graduate Education (with Phil S. Baran)
- 2002 Tetrahedron Prize
- 2001 Ernst Schering Prize (Tyskland)
- 2000 Paul Karrer Gold Medal (Schweiz)
- 1998 Esselen Award (USA)
- 1996 Linus Pauling Award (USA)
- Aspirin Prize (Spanien)
- Max Tishler Prize Lecture (Harvard)
- Yamada Prize (Japan)
- Janssen Prize (Belgien)
- Nagoya Medal (Japan)
- Centenary Medal (Royal Society UK)
- Inhoffen Medal (Tyskland)
- Nichols Medal (USA)
- ACS Award for Creative Work in Synthetic Organic Chemistry (USA)
- ACS Guenther Award in Natural Products Chemistry (USA)
- Fellow i American Academy of Arts and Sciences
- Memedlem af National Academy of Sciences
- Foreign Member of the Royal Society (2013)[3]